# 빈스 콜로시모

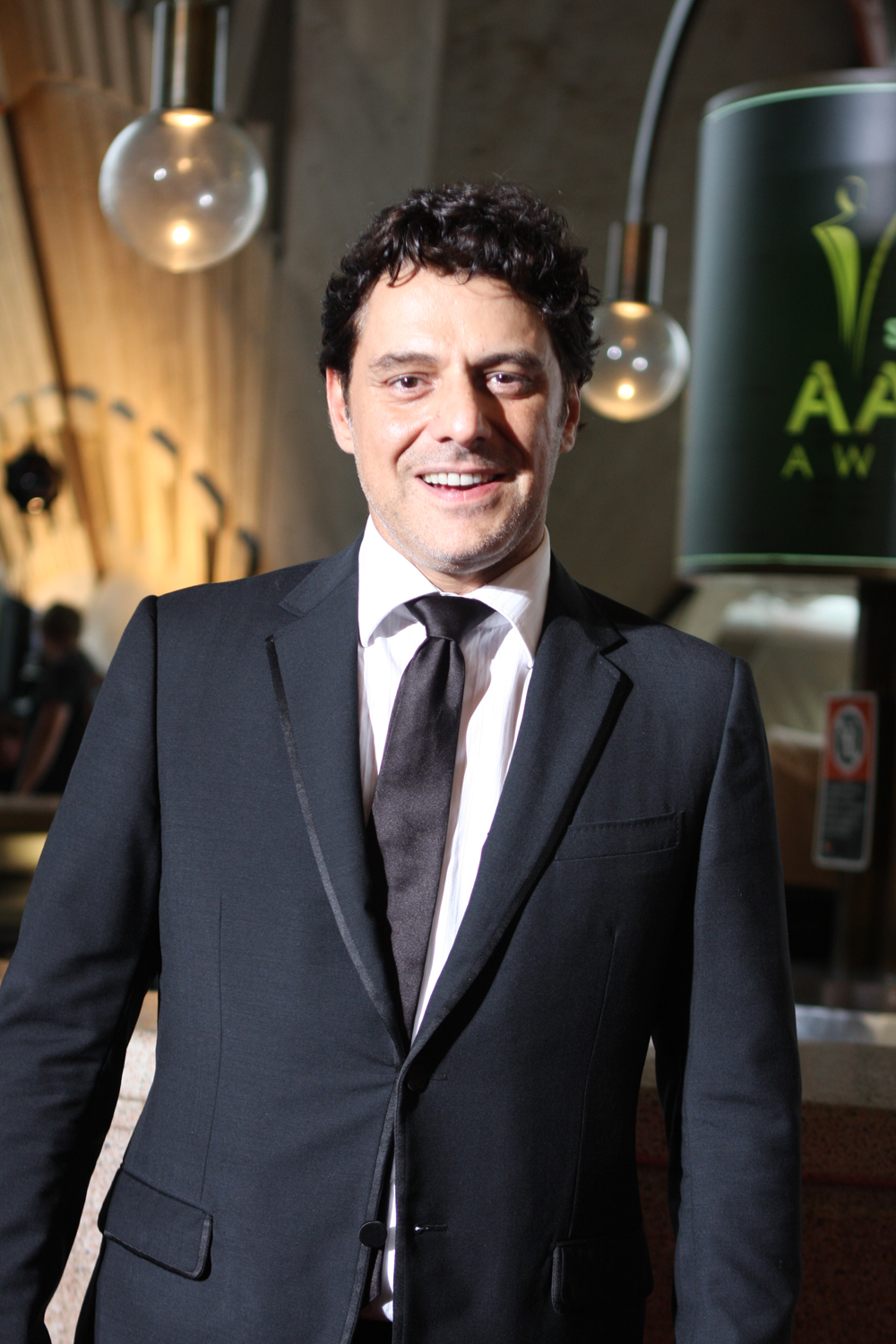

빈스 콜로시모(Vince Colosimo, 1966년 11월 11일 ~ )는 오스트레일리아의 배우이다.
멜버른에서 태어났다.

## 출연 작품
- 제 34 대대 (2015년) - 도넬리 역
- 스워브 (2011년) - 샘 역
- 페이스 투 페이스 (2011년) - 그렉 밸도니 역
- 데이브레이커스 (2009년)
- 에메랄드 폴스 (2008년)
- 시티 온 파이어 (2008, Scorched)
- 바디 오브 라이즈 (2008년) - 스킵 역
- 오펄 드림 (2005년) - 렉시 윌리엄슨 역
- BlackJack: Sweet Science (2005)
- 하드 워드 (2002년) - 캘리 역
- 란타나 (2001년)
- 차퍼 (2000년)

### 텔레비전
- City Homicide (2007)